# São Matias (Beja)
São Matias is een plaats (freguesia) in de Portugese gemeente Beja en telt 654 inwoners (2001).